# Leopold Sancke
Joseph Leopold Sancke (Brussel, 3 juni 1815 - 23 oktober 1874) was een Belgisch advocaat, rechtsgeleerde en hoogleraar.

## Levensloop
Sancke behoorde tot een familie van Duitse origine. Voorvaders hadden als kamerheer gediend bij de hertogen van Hannover. Zijn vader was de kleermaker Antoine Sancke, geboren rond 1784 in Henglarn (Westfalen) en overleden in Parijs op 5 juni 1849. Zijn moeder, Marie-Anne Maeck, overleed in 1843. Zelf trouwde hij pas in 1868, met Caroline Lantain (°Tollembeek, 1824), de ongehuwde moeder van Gustave Lantain (1854-1909) die door Sancke werd gelegitimeerd. Deze enige zoon werd jurist en rechter.
Sancke behaalde zijn diploma van doctor in de rechten aan de recent gestichte Université libre de Bruxelles en vestigde zich in 1837 als advocaat.
Hij was pas een paar jaar afgestudeerd toen hij een academische carrière aan zijn alma mater begon, waar hij voornamelijk burgerlijke rechtsprocedure doceerde, in opvolging van professor David Picard. Hij werd achtereenvolgens:
- docent op 7 juli 1841;
- buitengewoon hoogleraar op 14 januari 1850;
- gewoon hoogleraar[2] op 21 december 1854;
- deken van de rechtsfaculteit voor het jaar 1870-1871.

Zonder verdere informatie werd hij als vrijmetselaar vermeld in La Belgique maçonnique, uitgave van 1887.

## Spilthoorn en de revolutie
Het jaar 1848 was bijzonder onrustig. De Februarirevolutie in Frankrijk, die uitmondde in de Tweede Republiek, en revoluties in verschillende andere landen, beïnvloedden ook de toestand in België.
In Brussel werd de onrust onderhouden door een kleine republikeinse groep, de Association démocratique, onder meer geleid door Lucien Jottrand en Karl Marx.
Er kwam een afdeling van deze groep tot stand in Gent, onder de leiding van advocaat Karel Spilthoorn. Het doel was de revolutie te ontketenen en koning Leopold I te verjagen. De samenzwering slaagde er slechts in een aanval op België uit te voeren in Risquons-Tout, die werd afgeslagen. Spilthoorn werd opgepakt en Sancke trad op als zijn verdediger, op aandringen van een vijftigtal Gentse advocaten die er hem om vroegen. Spilthoorn werd op 21 november 1848 ter dood veroordeeld, doodstraf die werd omgezet in twintig jaar hechtenis.